# Лівер Георгій Вікторович
Лі́вер Гео́ргій Ві́кторович (1894, Владикавказ, Терська область, Російська імперія — 1918, поблизу Ромодана, Полтавська губернія, за іншими даними — поблизу Бахмача, Чернігівська губернія, нині — Україна) — революціонер-більшовик, учасник боротьби за встановлення радянської влади в Києві в 1917–1918 роках.

## Біографія
Народився у Владикавказі в дворянській родині. Навчався в Анапській гімназії, звідки був виключений після 8-го класу за революційну діяльність. З 1914 року — на підпільній партійній роботі в Києві. Був агентом газети «Правда», поширював нелегальну літературу, вів антивоєнну пропаганду. 1915 року був заарештований і після дев'яти місяців ув'язнення засуджений до заслання «на невизначений термін» в Єнісейську губернію.
Після Лютневої революції 1917 року Лівер повернувся до Києва, часто виступав перед робітниками, брав участь у створенні загонів Червоної гвардії. Його було обрано членом Київського комітету РСДРП(б), виконавчого комітету Київської Ради робітничих депутатів. Був секретарем Подільського райкому партії. У дні Жовтневого та Січневого повстань у Києві Лівер активно брав участь у боях із військами Української Центральної Ради та Української Народної Республіки. Він також очолив оперативний штаб по керівництву повстанням у Подільському районі.
У лютому 1918 року після зайняття Києва радянським революційним військом Михайла Муравйова увійшов до складу тимчасового Військово-революційного комітету. Загинув Лівер наприкінці березня 1918 року під час сутички Бахмацької групи радянських військ з німецькими військами.

## Увічнення пам'яті
У Києві на честь Георгія Лівера в 1928–1944 роках Андріївський узвіз мав назву вулиця ім. Лівера (узвіз Лівера). У 1957–1991 роках Притисько-Микільська вулиця на Подолі в Києві також мала назву вулиця Лівера.
У червні 1962 року на фасадах будинків № 2 і 9 по вулиці Лівера (нині — Притисько-Микільська вулиця, 2 і 9/4) було встановлено анотаційні дошки з чорного граніту з написом: «Ця вулиця носить ім'я Лівера Георгія Вікторовича (1894–1918) — активного борця за встановлення Радянської влади, члена Київського комітету РСДРП(б), секретаря Подільського райкому партії в 1917–1918 рр.». Обидві дошки на початку 1990-х років демонтовано у зв'язку з перейменуванням вулиці.